# Joseph Wresinski

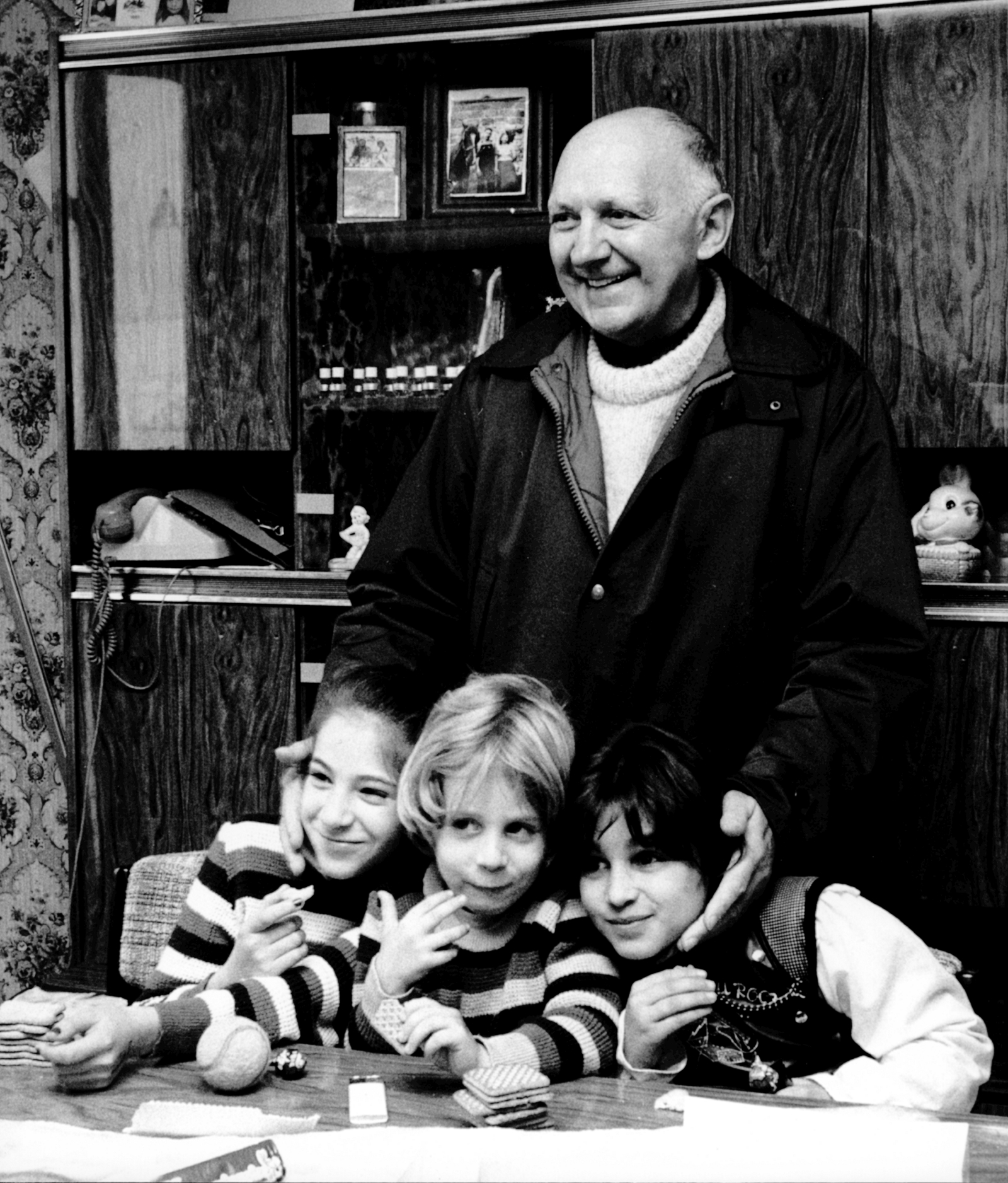
Joseph Wresinski

Joseph Wresinski (Angers, 12 februari 1917 – Parijs, 14 februari 1988) was een Franse priester en oprichter van de beweging ATD Vierde Wereld. De beweging ontwikkelde zich met vertakkingen in 26 landen in Azië, Europa, Afrika en Amerika. Het Landelijk centrum voor Nederland bevindt zich in Den Haag.

## Biografie
Wresinski werd geboren in een arme wijk van Angers. Zijn vader was een Poolse en zijn moeder een Spaanse immigrant. Hij zette zich zijn hele leven in tegen armoede en uitsluiting, in dienst van de allerarmsten. 
In 1957 richtte hij de Beweging ATD Vierde Wereld op in een woonbarakkenkamp voor dakloze gezinnen in Noisy-le-Grand, dat twee jaar eerder was opgericht door Abbé Pierre.  Wresinski begon samen met de kampbewoners een bibliotheek, een peutertuin en een kindertrefpunt op te richten. Hij zocht tegelijkertijd hulp van buitenaf.
Hij was de auteur van het rapport Grande pauvreté et précarité économique et sociale (Grote armoede en gemis aan basis economische en sociale zekerheid) voor de Franse Economische en Sociale raad. Dit rapport baande de weg voor het uitgebreide werk van Mensenrechtencommissies bij de Verenigde Naties, de Europese Unie en de Raad van Europa. Het was ook de aanzet voor de wet tegen sociale uitsluiting in Frankrijk (juli 1998).
Wresinski lanceerde de internationale dag voor de uitroeiing van armoede, die jaarlijks op 17 oktober plaatsvindt. Later werd deze dag erkend door de Algemene Vergadering van de Verenigde Naties.